# Mieczysław Goldsztajn

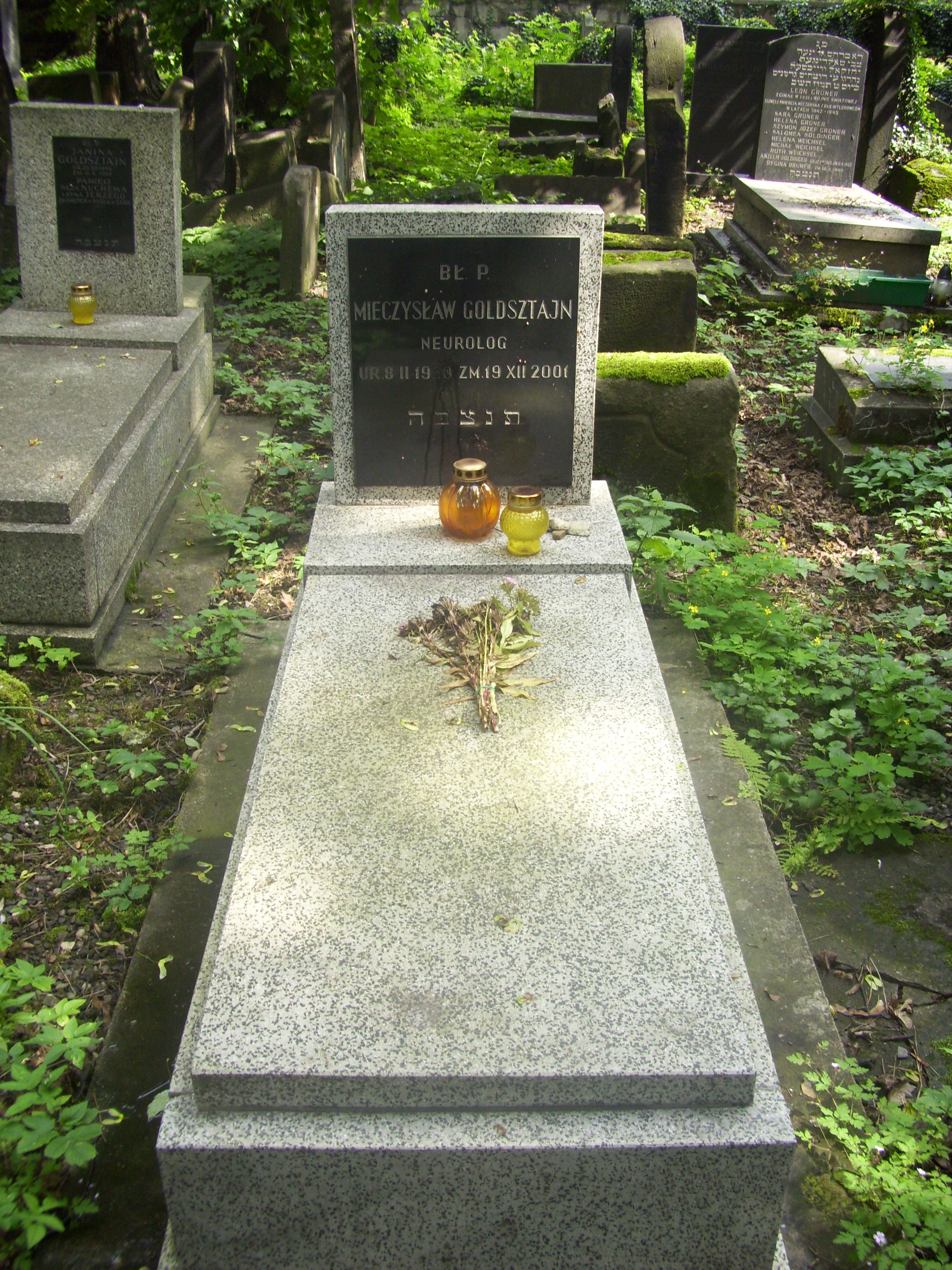
Grób Mieczysława Goldsztajna na nowym cmentarzu żydowskim w Krakowie

Mieczysław Goldsztajn (ur. 8 lutego 1930, zm. 19 grudnia 2001 w Krakowie) – polski neurolog żydowskiego pochodzenia.

## Życiorys
Wieloletni pracownik naukowy w stopniu doktora habilitowanego Instytutu Neurologii Collegium Medicum Uniwersytetu Jagiellońskiego. Specjalizował się w neurofizjologii. Pochowany na nowym cmentarzu żydowskim przy  ulicy Miodowej w Krakowie.